# ヒトロヴォの福音書

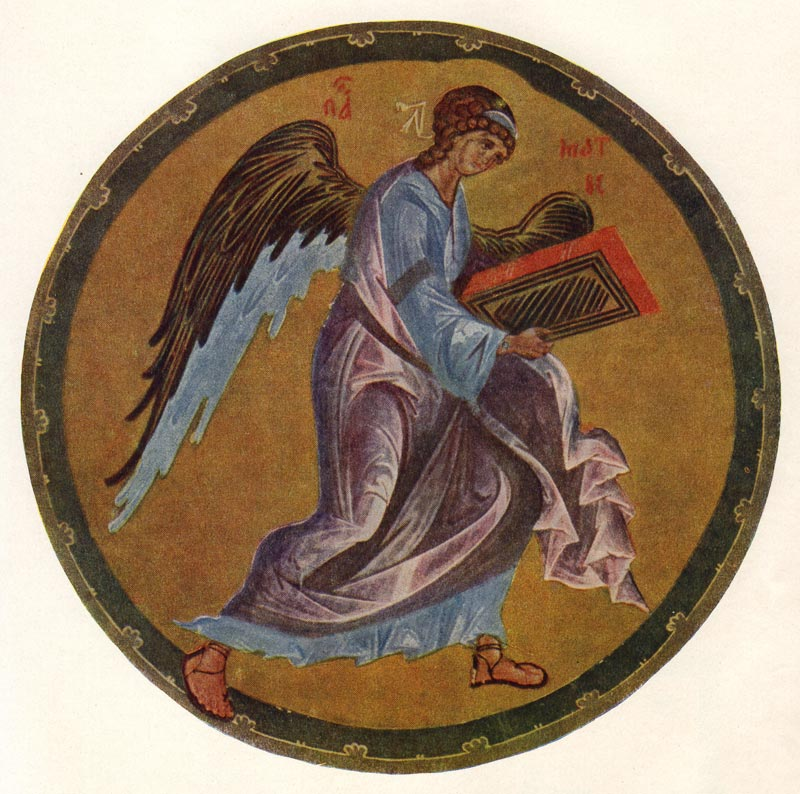
『ヒトロヴォの福音書』の挿絵の例。アンドレイ・ルブリョフ作とされる「天使」。

『ヒトロヴォの福音書』（ヒトロヴォのふくいんしょ、ロシア語: Евангелие Хитрово）は、ロシアで作られた装飾写本の一つ。14世紀末から15世紀初頭にかけて作られ、『コシュカの福音書』や1397年の『キエフ・ソルター』など1390年代に東スラブで作られた装飾写本と多くの類似点がある。
『ヒトロヴォの福音書』は8つのミニアチュール（挿絵）を含む。ミニアチュールはそれぞれ1ページ全体を占める大きさで4人の福音書記者とそのアトリビュート（持物〈じもつ〉）が描かれている。アトリビュートはキリスト教の伝統によるもので、福音書記者マタイ、マルコ、ルカ、ヨハネにそれぞれ天使、獅子、雄牛、鷲が描かれている。ロシアの福音書の装飾写本でアトリビュートが1ページ大で描かれているのは『ヒトロヴォの福音書』が最初のものとして知られている。ふつう天使の絵だけがアンドレイ・ルブリョフ作と考えられているものの、美術史家のなかには少なくとも8葉の1ページ大ミニアチュールはすべてアンドレイ・ルブリョフ作ではないかと考える者もいる。
装飾頭文字（そうしょく かしらもじ）は金を塗った上に彩色して描かれ、多くのページにほどこされている。装飾様式は淡い色使いと表情に富む書体で品位のあるものである。

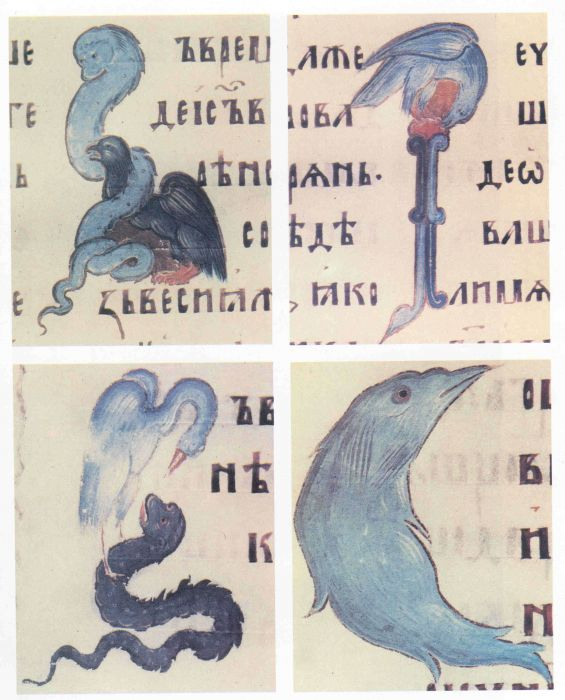
装飾頭文字の例

『ヒトロヴォの福音書』の名前は、皇帝フョードル3世からこの装飾写本を入手した有力なボヤールであるボグダン・ヒトロヴォに由来する。ヒトロヴォは、アンドレイ・ルブリョフがかつて修道士だったモスクワ近郊の三位一体セルギー修道院に『ヒトロヴォの福音書』を遺贈した。三位一体セルギー修道院図書館の国有化後、『ヒトロヴォの福音書』はモスクワのロシア国立図書館の所蔵の一部となった。
1997年にユネスコの「世界の記憶」に登録された。